# Reprezentacja Liechtensteinu w piłce siatkowej kobiet
Reprezentacja Liechtensteinu w piłce siatkowej kobiet – narodowa reprezentacja tego kraju, reprezentująca go na arenie międzynarodowej.

## Osiągnięcia

### Igrzyska małych państw Europy
- 3. miejsce – 2007

### Mistrzostwa Europy Małych Państw
- 3. miejsce – 2004

## Udział i miejsca w imprezach

### Mistrzostwa Europy
Drużyna jeszcze nigdy nie wystąpiła na Mistrzostwach Europy.

### Igrzyska małych państw Europy
| Rok  | Kraj          | Miejsce      |
| ---- | ------------- | ------------ |
| 1989 | Cypr          | brak udziału |
| 1991 | Andora        | 4. miejsce   |
| 1993 | Malta         | ?            |
| 1995 | Luksemburg    | ?            |
| 1997 | Islandia      | ?            |
| 1999 | Liechtenstein | ?            |
| 2001 | San Marino    | 5. miejsce   |
| 2003 | Malta         | 6. miejsce   |
| 2005 | Andora        | 5. miejsce   |
| 2007 | Monako        | 3. miejsce   |
| 2009 | Cypr          | 4. miejsce   |
| 2011 | Liechtenstein | 4. miejsce   |
| 2013 | Luksemburg    | brak udziału |
| 2015 | Islandia      | 5. miejsce   |
| 2017 | San Marino    | 6. miejsce   |
| 2019 | Czarnogóra    | 6. miejsce   |

### Mistrzostwa Europy Małych Państw
| Rok  | Kraj          | Miejsce      |
| ---- | ------------- | ------------ |
| 2000 | Malta         | 5. miejsce   |
| 2002 | Luksemburg    | 5. miejsce   |
| 2004 | Liechtenstein | 3. miejsce   |
| 2007 | Szkocja       | 4. miejsce   |
| 2009 | Liechtenstein | 4. miejsce   |
| 2011 | Luksemburg    | 4. miejsce   |
| 2013 | Malta         | brak udziału |
| 2015 | Liechtenstein | 5. miejsce   |
| 2017 | Luksemburg    | brak udziału |
| 2019 | Luksemburg    | brak udziału |